# Liste der Naturschutzgebiete im Landkreis Fürth
Im Landkreis Fürth gibt es zwei Naturschutzgebiete. Das größte Naturschutzgebiet im Kreis ist das 1995 eingerichtete Naturschutzgebiet Hainberg.
| Name                            | Bild | Kennung                   | Einzelheiten | Position | Fläche Hektar | Datum |
| ------------------------------- | ---- | ------------------------- | --- | -------- | ------------- | ----- |
| Weiherkette bei Oberreichenbach | BW   | NSG-00396.01 WDPA: 166211 | Oberreichenbach Weiherkette.                                                                                          | ⊙        | 9,67          | 1992  |
| Hainberg                        |      | NSG-00493.01 WDPA: 163484 | Oberasbach Größtes zusammenhängendes Sandmagerrasengebiet Nordbayerns. Landkreis Fürth = 196,73 ha Nürnberg = 14,8 ha | ⊙        | 211,53        | 1995  |
| Legende für Naturschutzgebiet   |      |                           | |          |               |       |